# Kurlandzkie Muzeum Prowincjonalne
Kurlandzkie Muzeum Prowincjonalne niem. Kurländisches Provincialmuseum – muzeum w Mitawie założone 3 października?/15 października 1818 roku przez Johanna Friedricha von Recke.
W 1815 roku powstało Kurlandzkie Towarzystwo dla Badania Literatury i Sztuki (niem. Die Kurländische Gesellschaft für Litteratur und Kunst) zajmujące się głównie sztuką, literaturą i genealogią. Jednym z siedmiu jego założycieli był Johann Friedrich von Recke. Postanowił on rozszerzyć działalność kulturową poprzez utworzenie muzeum. Pomysł swój zaprezentował 6 lutego?/18 lutego 1818 roku, a już 3 października?/15 października odbyła się ceremonia otwarcia. Johann Friedrich von Recke pełnił obowiązki dyrektora do swojej śmierci w 1846 roku. 
Zakres eksponatów Kurlandzkiego Muzeum Prowincjonalnego był szeroki. Główny nacisk położony był na popularyzowanie dzieł stworzonych przez Kurlandczyków, zarówno na polu nauki, jak i sztuki i literatury. Muzeum prezentowało również eksponaty przedstawiające elementy codziennego życia mieszkańców guberni kurlandzkiej, pamiątki po znanych jej mieszkańcach a także rzadkie okazy przyrodnicze. 
Początkowo muzeum zajmowało dwa pomieszczenie w budynku drukarni książęcej, a następnie przeniesiono je na drugie piętro domu Steffenhagena (niem. Steffenhagensches Haus). Pod koniec XIX wieku podjęto starania o osobny budynek na potrzeby muzeum. Baron Alexander Emanuel von Rahden wystarał się o teren starego teatru, który został podarowany przez Kurlandzkie Towarzystwo Kredytowe. Po rozbiórce starych zabudowań rozpoczęto stawianie okazałego gmachu. Pieniądze na ten cel, w sumie 43 000 rubli pochodziły z: dawnego datku generała Friedricha von Wittena (18 000 rubli), wsparcia Korporacji Rycerstwa Kurlandzkiego (8 000 rubli) i darów indywidualnych osób. Budowę zakończono 18 kwietnia?/30 kwietnia 1898 roku. Wtedy też muzeum cieszyło się największą liczbą członków – składki płaciły 122 osoby (16 lat później już tylko 94). Czas otwarcia placówki wyznaczono między godzinami 12 a 14 w niedzielę, choć za zgodą dozorcy możliwe było również zwiedzanie w innym dogodnym terminie. Cena biletów dla gości przychodzących w wyznaczonych godzinach to 20 kopiejek, dla pozostałych zaś 50. Muzeum zostało zamknięte w 1939 roku.